# Arthur Chichester (3e comte de Donegall)
Pour les articles homonymes, voir Arthur Chichester.
Arthur Chichester, 3e comte de Donegall (1666 - 10 avril 1706) est un noble et un soldat irlandais. 

## Biographie
Après avoir succédé à son père comme troisième comte de Donegall en 1678, il refuse de se rendre au Parlement d'Irlande appelé par Jacques II en mai 1689, mais siège plus tard au Parlement appelé par Guillaume III d'Orange-Nassau en octobre 1692. 
Après avoir fait carrière dans l'armée anglaise, Lord Donegall fonde le 35e Régiment d'infanterie à Belfast en 1701 et en devient le premier colonel. En 1704, il accompagne le régiment dans la Guerre de Succession d'Espagne en Espagne et est nommé major général des forces espagnoles. Il est tué au combat en 1706 au fort de Montjuïc près de Barcelone, et est enterré dans cette ville. 
Il épouse Catherine Forbes, fille d'Arthur Forbes (1er comte de Granard). 